# Ingjaldshóll

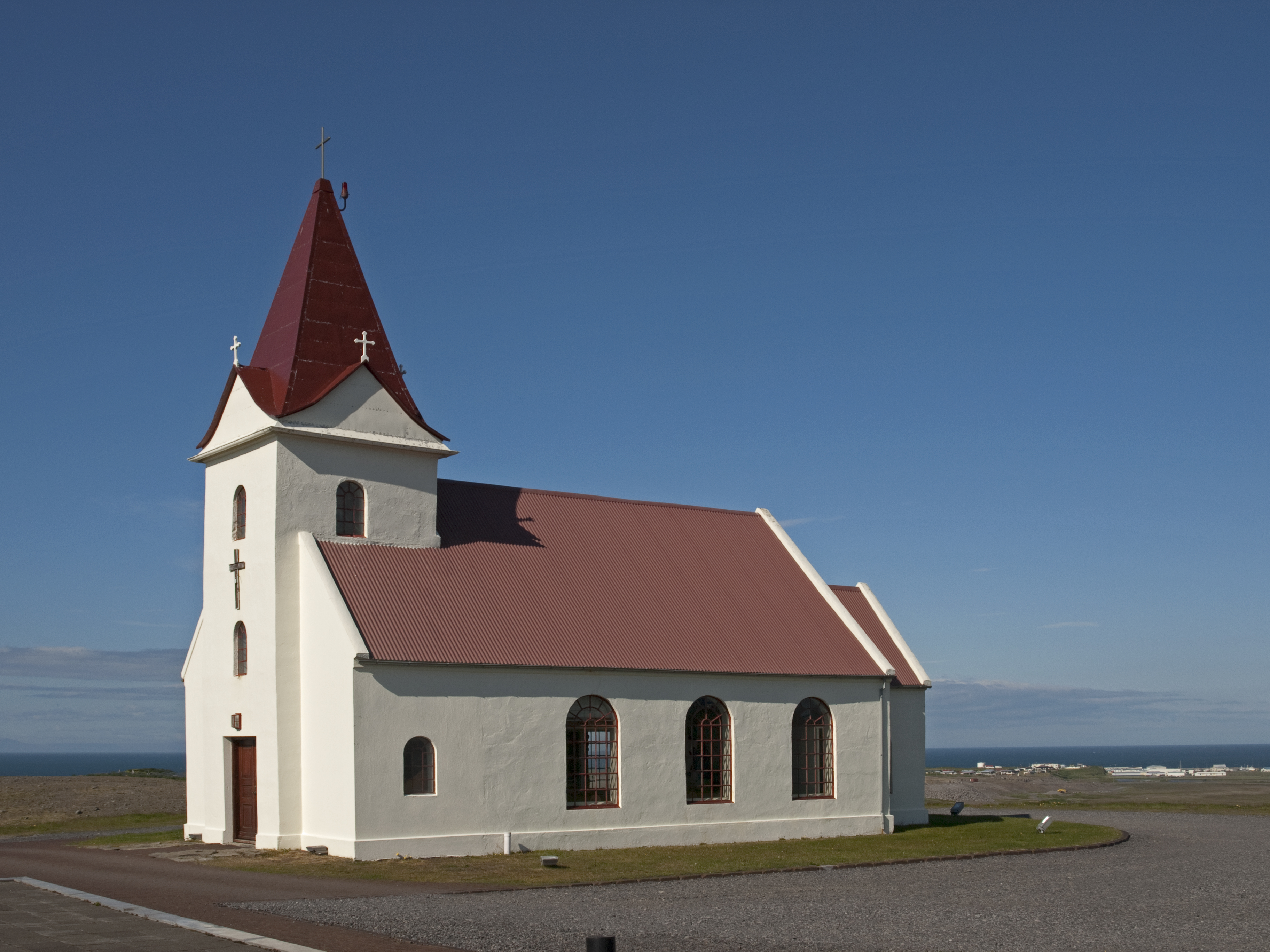
Die Kirche von Ingjaldshóll

Ingjaldshóll ist eine ehemalige Thingstätte und ein Gutshof im Westen Islands. Sie liegt in der Gemeinde Snæfellsbær.

## Geografie
Ingjaldshóll befindet sich auf der Halbinsel Snæfellsnes, etwa einen Kilometer südöstlich von Hellissandur, südwestlich von Rif und nordwestlich von Ólafsvík. Der Hof liegt nicht weit entfernt von dem Kap und Tafelvulkan Ólafsvíkurenni. Südlich liegt der Berg Búrfell.

## Geschichte

### Pfarrkirche
Nachweislich hat sich an dem Ort seit 1317 eine Kirche befunden. Die dortigen Kirchen galten bis ins 19. Jahrhundert als drittgrößte des Landes nach den Domkirchen von Skálholt und Hólar. Davor befand sich an der Stelle ein Gebetshaus (isl. bænhús). Es handelte sich hier an sich schon um eine verhältnismäßig große Gemeinde, die zu den Fischereisaisonen noch durch die Wanderfischer verstärkt wurde. In der Kirche war Platz für ca. 400 Gläubige, eine für Island beträchtliche Zahl. Man hat diese Verhältnisse geschätzt ausgehend von im Kirchhof erhaltenen Ecksteinen der alten Kirchen.
Die derzeitige Ingjaldshólskirkja ist die älteste Steinkirche des Landes. Sie wurde 1903 errichtet. Unter den im Zusammenhang mit ihr erhaltenen Sehenswürdigkeiten befindet sich eine Altartafel, die von dänischen Händlern 1709 gestiftet worden war. Sie befindet sich allerdings seit 1923 in der Brimilsvallarkirkja, der sie geliehen wurde. Die heutige in der Kirche befindliche Altartafel ist eine Kopie der Altartafel aus der Domkirche in Reykjavík von 1903.

### Angeblicher Besuch von Kolumbus
Es wird immer noch erzählt, dass im Sommer 1477 ein würdiger Herr per Schiff in Rif ankam und den Winter auf Ingjaldshóll verbrachte. Dies soll kein anderer gewesen sein als Christoph Kolumbus (1447–1506), der sich über die Schifffahrtswege der Skandinavier im westlichen Atlantik hätte informieren wollen. Beweisen ließ sich diese oft wiederholte Geschichte allerdings bisher nicht.